# Sander van Marion
Sander van Marion (Scheveningen, 24 september 1938) is een Nederlands componist, organist en dirigent.

## Loopbaan
Van Marion gaf zijn eerste orgelconcert op zijn achttiende. Zijn muzikale opleiding kreeg hij aan het Koninklijk Conservatorium in Den Haag bij onder anderen Adriaan Engels. Van Marion werd vaste organist van de Prins Willemkerk (Scheveningen, gesloopt) en later van de Bethelkerk te Scheveningen, waar hij zowel het hoofdorgel van Flentrop als het koororgel van Pels & Van leeuwen bespeelt. Naast organist is Van Marion ook dirigent van mannenkoren en componist. Van Marion bracht ook cd's uit, waarvan er drie Gouden Platen werden. Tevens reisde hij de wereld af en bespeelde het grootste kerkorgel ter wereld in de Dom van Passau en het oudste kerkorgel in Basilique de Valère in Sion. In 2018 maakte hij bekend dat hij zou stoppen met het geven van concerten. Toch gaf Van Marion daarna nog enkele keren orgelconcerten.

## Onderscheidingen
- wegens zijn 25-jarig jubileum een Zilveren Erepenning (1981)
- Zilveren medaille van de Société Académique Arts-Sciences-Lettres (1996)
- Ridder in de Orde van Oranje-Nassau (1997)
- Vergulde medaille van de Société Académique Arts-Sciences-Lettres (2003)
- wegens zijn 50-jarig jubileum de Stadspenning Den Haag (2006)
- Gouden medaille (als enige Nederlandse organist) van de Société Académique Arts-Sciences-Lettres (2012)

## Discografie
- Improvisations On Romantic Classical Themes
- Panflute & organ
- Improvisation
- Synspiration
- Unlimeted
- Bazuin briljant
- Gloria in excelsis deo
- The promise of Christmas
- Sander van Marion improviseert
- Kleurrijke improvisaties
- Colourful Music
- Improviseert Uit Het Hart

## Bladmuziek
- In Christus is noch west noch oost
- Blijf mij nabij
- Holy, Holy, Holy
- Wat God doet, dat is welgedaan
- O Heer, die onze Vader zijt
- Psalm 138
- Loof de Koning, heel mijn wezen
- Wip wap faldera (tekst van Inge Lievaart)
- Liefde is het meeste (tekst van Hans Bouma)